# 郭宇 (外交官)
郭宇（？—），男，中华人民共和国外交官，现任中华人民共和国驻阿克托别总领事。

## 生平
郭宇曾任驻白俄罗斯大使馆政务参赞、驻亚美尼亚大使馆政务参赞和外交部欧亚司参赞。2024年，任驻阿克托别总领事馆参赞，筹备开馆。2024年11月，出任中华人民共和国驻阿克托别总领事。